# Joseph-Marie-Gaston d'Arlanges
Joseph-Marie-Gaston d'Arlanges (Maresché, Sarthe, 1er septembre 1774-13 juillet 1843) est un maréchal-de-camp français connu pour sa participation à la conquête de l'Algérie par la France.

## Biographie
Nommé sous-lieutenant au Royal-Auvergne, à l'âge de dix-huit ans, il ne rejoint pas son régiment, et suit sa famille dans l'émigration. Incorporé à l'armée des princes, dans la compagnie de Vermandois, il est grièvement blessé à Oberkemlach, et passe ensuite dans le corps des chasseurs nobles. De 1792 à 1797, il prit part à toutes les campagnes de l'armée de Condé. Rentré en France en 1798, il sert dans les armées royales de l'Ouest, et reste en Vendée jusqu'en 1800 auprès du comte d'Autichamp, dont il est l'aide-de-camp.
Au mois d'avril 1813, il obtient le commandement d'un bataillon du 1er régiment des gardes nationales de Brest, et participe aux campagnes de 1813 à 1814. Lieutenant-colonel en 1816 dans la légion départementale du Finistère, puis colonel au 7e régiment d'infanterie de ligne, il fait partie du corps d'observation des Pyrénées, et se distingue dans la guerre d'Espagne de 1823. Il prend le commandement du 30e de ligne en 1831, et est nommé maréchal-de-camp, le 16 juin 1834, au camp de Saint-Omer.
Peu après il part pour l'Afrique, où il se distingue notamment à la première prise de Mascara et à la défense de la Maison-Carrée. Il participe à l'expédition de Tlemcen avec le maréchal Clauzel en janvier 1836. Envoyé par ce-dernier établir un camp retranché à l'embouchure de la Tafna pour couvrir le communications entre Oran et Tlemcen, il est battu à Sidi Yacoub par Abd el-Kader le 25 avril 1836 ; bloqué avec ses troupes dans son camp par l'émir, il doit se rendre à Oran par mer pour demander des secours. Un corps expéditionnaire commandé par le général Bugeaud est envoyé de France pour dégager ses hommes le 6 juin 1836.
De retour à Oran, d'Arlanges remet son commandement au général de l'Étang, et rentre en France, où il est mis en non-activité, conformément à l'ordonnance du 28 août 1836. Trois ans après, il entre dans la section de réserve du cadre de l'état-major général, et meurt dans sa ville natale, le 13 juillet 1843 à l’age de 69 ans.

## Sources
- Dictionnaire de la conversation et de la lecture Anhalt - Bas-Empire, vol. 54, Garnier, 1844 (présentation en ligne)